# Quyền tri Cao Ly Quốc sự
Quyền tri Cao Ly Quốc sự (tiếng Trung: 权知高丽国事) là tước hiệu mà Lý Thành Quế, tướng quân và người nắm quyền thực tế Cao Ly vào cuối thời kỳ Cao Ly, tự xưng khi xin triều Minh phong tước năm 1392, có nghĩa là "người thay mặt xử lý việc quốc gia Cao Ly".
Vào năm 1388, do chính sách thân Mông Cổ lâu dài của hoàng tộc, vua cuối cùng Cao Ly là U Vương có ý định liên kết với Mông Cổ để tấn công nhà Minh mới thành lập.
Lúc đó, tướng Lý Thành Quế của Cao Ly được lệnh tấn công Liêu Đông. Tuy nhiên, Lý Thành Quế phản đối việc xuất binh và dẫn đầu cuộc binh biến, phế truất U Vương tại kinh đô Khai Thành Cao Ly vào năm 1392. Sau đó, Lý Thành Quế tự xưng là "Quyền tri Cao Ly Quốc sự" và gửi biểu lên triều Minh, cho rằng vua Cao Ly lâu dài thân Mông Cổ, làm ô nhục xã tắc, mưu đồ tự lập làm vua Cao Ly.
Chu Nguyên Chương (Hoàng đế nhà Minh) tỏ ra lạnh nhạt, nói: “Ngươi nói Cung Mẫn Vương chết, nói có con, xin lập làm vua, sau lại nói không phải. Lại xin lập Vương Dao làm Vương tôn dòng chính, bây giờ lại bỏ. Liên tục cử người đến, có lẽ Lý Thành Quế muốn tự làm vương. Ta không hỏi, để hắn tự làm. Chỉ cần chăm lo dân chúng, giao lưu qua lại”. Chu Nguyên Chương hiểu rõ tham vọng xưng vương của Lý Thành Quế và cảm thấy chán ngán, nên từ chối yêu cầu này.
Sau đó, Lý Thành Quế thay đổi chiến lược, dự định hai quốc hiệu – “Triều Tiên” (tên cổ) và “Hòa Ninh” (nơi phụ thân Lý Thành Quế là Lý Tử Xuân làm quan) để Chu Nguyên Chương quyết định. Chu Nguyên Chương chọn “Triều Tiên” vì đây là tên được Cơ Tử phong từ xưa. Tuy nhiên, do Lý Thành Quế nổi loạn và “ngỗ ngược xảo trá” nên Chu Nguyên Chương cố tình chậm trễ trong việc chính thức phong tước và ban ấn. Với sự thay đổi quốc hiệu, tước hiệu của Lý Thành Quế cũng chuyển từ “Quyền tri Cao Ly Quốc sự” sang “Quyền tri Triều Tiên Quốc sự”, trong bối cảnh chính thức triều Minh vẫn coi là người cai trị tạm quyền.
Vào thời điểm đó, giữa Minh triều và Cao Ly còn có tranh chấp lãnh thổ ở Bảo Châu, di sản từ thời Liêu Kim, cũng là một trong những lý do khiến Chu Nguyên Chương không muốn thân với Lý Thành Quế. Tuy vậy, Chu Nguyên Chương vẫn liệt kê Triều Tiên vào danh sách 15 quốc gia không bị chinh phạt trong Hoàng Minh Tổ huấn. Do không được Hoàng đế Trung Quốc chính thức phong tước, thân phận “quốc vương” của Lý Thành Quế cho đến khi thoái vị chỉ là “tự phong”, chỉ được nhà Minh chấp nhận trên thực tế mà không có sự công nhận chính thức từ Trung Quốc.
Sau đó, con của Lý Thành Quế là Tĩnh An Đại Quân Lý Phương Viễn lên ngôi, Chu Nguyên Chương đã băng hà, và giữa Kiến Văn Đế (kế vị Chu Nguyên Chương) và Yến Vương Chu Đệ có mâu thuẫn, triều Minh muốn lôi kéo Triều Tiên tấn công phía sau Chu Đệ, nên cuối cùng phong tước chính thức cho Lý Phương Viễn làm "Triều Tiên Quốc vương", hoàn thành ước nguyện của Lý Thành Quế. Lý Phương Viễn giữ mối quan hệ tốt với Chu Đệ trước và sau cuộc chiến Tĩnh Nan, do đó khi Chu Đệ lên ngôi cũng thừa nhận danh hiệu “Triều Tiên Quốc vương” của Lý Phương Viễn, củng cố quyền lực của họ Lý.
Ngoài ra, trước khi người sáng lập triều Cao Ly là Vương Kiến được Hậu Đường Minh Tông phong làm “Cao Ly Quốc vương”, ông cũng tự xưng là “quyền tri quốc sự”.

## Lịch sử
Quyền tri Quốc sự danh hiệu mà các hoàng đế Ngũ Đại Thập Quốc và nhà Tống từ năm 918 đến năm 975, cũng như các hoàng đế nhà Minh từ năm 1392 đến năm 1401, ban cho các quốc vương Cao Ly và Triều Tiên. Danh hiệu này không mang ý nghĩa là "quốc vương" mà thay vào đó là "người thay thế quốc vương".
Tên gọi "Quyền tri Quốc sự" lần đầu tiên được lập ra vào năm 927 bởi Chân Huyên. Kim Phú Thức trong cuốn "Tam quốc sử ký" quyển 12, "Tân La bản kỷ" quyển 12, đã viết rằng: "Chân Huyền giết Cảnh Ai vương, sau đó đưa một người họ hàng làm Kính Thuận Vương và tự phong làm "Quyền tri Quốc sự"".
Năm 932, Cao Ly Thái Tổ gửi sứ giả đến Hậu Đường Minh Tông, tự xưng là "Quyền tri Quốc sự" và xin được phong tước, và Minh Tông đã phong Thái Tổ làm "Cao Ly Quốc vương". Năm 953, Cao Ly Quang Tông cũng được Hậu Chu Thái Tổ phong làm "Cao Ly Quốc vương". Sau đó, các quốc vương Cao Ly thường xuyên gửi sứ giả đến Trung Quốc để được hoàng đế Trung Quốc sắc phong và lên ngôi quốc vương.

## Danh sách

### Quyền tri Cao Ly Quốc sự
- Cao Ly Thái Tổ, 918 - 932
- Cao Ly Huệ Tông, 943 - 945
- Cao Ly Định Tông, 945 - 949
- Cao Ly Quang Tông, 953 - 975
- Cao Ly U Vương, 1388

### Quyền tri Triều Tiên Quốc sự
Quan điểm truyền thống cho rằng Lý Thành Quế là một tướng quân Cao Ly tin theo chủ nghĩa thân Minh, chủ nghĩa sự đại (Sadaejuui, "phục vụ cái lớn") nên đã phản đối việc xuất binh và phát động binh biến. Tuy nhiên, nghiên cứu lịch sử hiện đại cho thấy gia tộc của Lý Thành Quế thực tế sống trong vùng đất được cai quản trực tiếp bởi người Mông Cổ. Năm 1255, cụ cố của Lý Thành Quế là Lý An Xã (Yi An-sa) được Hoàng đế Mông Cổ Mông Kha Hãn phong làm Thiên hộ trưởng và Đạt lỗ hoa xích tại khu vực sông Đồ Môn. Vì người Mông Cổ rất hiếm khi phong tước Đạt lỗ hoa xích cho người ngoại tộc, nên có thể suy luận rằng Lý Thành Quế thực chất xuất thân từ một quân phiệt Mông Cổ gốc Cao Ly. Chủ nghĩa sự đại có thể chỉ là một cái cớ để phản đối việc xuất binh và phát động binh biến nhằm mưu cầu sự công nhận của triều Minh.
- Triều Tiên Thái Tổ, 1392 – 1398
- Triều Tiên Định Tông, 1398 - 1400
- Triều Tiên Thái Tông, 1400 - 1401
- Triều Tiên Trung Tông, 27 tháng 9 năm 1506 - 22 tháng 8 năm 1507
- Triều Tiên Tuyên Tổ, tháng 8 năm 1567 - tháng 11 năm 1567
- Quang Hải quân, 16 tháng 3 năm 1608 - 2 tháng 6 năm 1609